# Spaarnwoude (dorp)
Spaarnwoude is een dorp in de gemeente Haarlemmermeer in de Nederlandse provincie Noord-Holland. Voor de postadressen ligt Spaarnwoude 'in' Spaarndam-Oost.

## Geschiedenis
Het dorpje ontstond in de middeleeuwen op een strandwal. Langs Spaarnwoude liep de enige landverbinding tussen Amsterdam en Haarlem, via Penningsveer, Spaarnwoude, Halfweg en Sloterdijk. De vorming van de strandwal van Spaarnwoude begon ca. 5.000 jaar geleden. Onder de strandwal bevindt zich veen, op de strandwal is een laag klei afgezet. Het is een zeer representatief voorbeeld van de oudste strandwallen van Nederland en werd in 2002 door de provincie aangewezen als het eerste aardkundige monument in Noord-Holland. Vergravingen, ontgrondingen en grondwaterstanddaling vormen potentiële bedreigingen voor dit gebied.
In 1274 gaf Jan Persijn van Velsen zijn bezit te Spaarnwoude in leen aan IJsbrand van Sparenwoude. Midden 14e eeuw volgde het graafschap Holland de familie Persijn op als leenheer van dit bezit. Het geslacht Van Sparenwoude bleef tot in de 15e eeuw een rol spelen als ambachtsheren. Weduwe Janne van Delft verkocht in 1465 het kasteel Sparenwoude aan Gerrit van Berkenrode; het ambacht was ze al eerder kwijtgeraakt aan Thomas van Hogendorp. De familie Van Berkenrode bleef tot 1643 eigenaar van de grond waar tot uiterlijk 1626 het slot had gestaan. Hierna kwam de grond weer bij de Staten van Holland terecht.
Het schoutambt Spaarnwoude maakte deel uit van het baljuwschap Blois. De ambachtsheerlijkheid is door de Staten van Holland niet verkocht en dus aan de grafelijkheid gebleven. Na de uitroeping van de Bataafse Republiek in 1795 werd het schoutambt een zelfstandige gemeente. Nadat Nederland in 1810 deel was gaan uitmaken van het keizerrijk Frankrijk werden per 1 januari 1812 Haarlemmerliede, Hof Ambacht, Houtrijk en Polanen en Zuid-Schalkwijk bij Spaarnwoude gevoegd.
Na de verdrijving van de Fransen en de stichting van het koninkrijk der Nederlanden werden de meeste Franse hervormingen tenietgedaan. Per 1 mei 1817 werden Haarlemmerliede en Zuid-Schalkwijk weer zelfstandig, terwijl Hof Ambacht bij Haarlemmerliede werd gevoegd en Houtrijk en Polanen werden samengevoegd. De gemeente Spaarnwoude werd op 8 september 1857 samengevoegd met Haarlemmerliede tot de gemeente Haarlemmerliede en Spaarnwoude. Deze gemeente werd op 1 januari 2019 bij de gemeente Haarlemmermeer gevoegd.

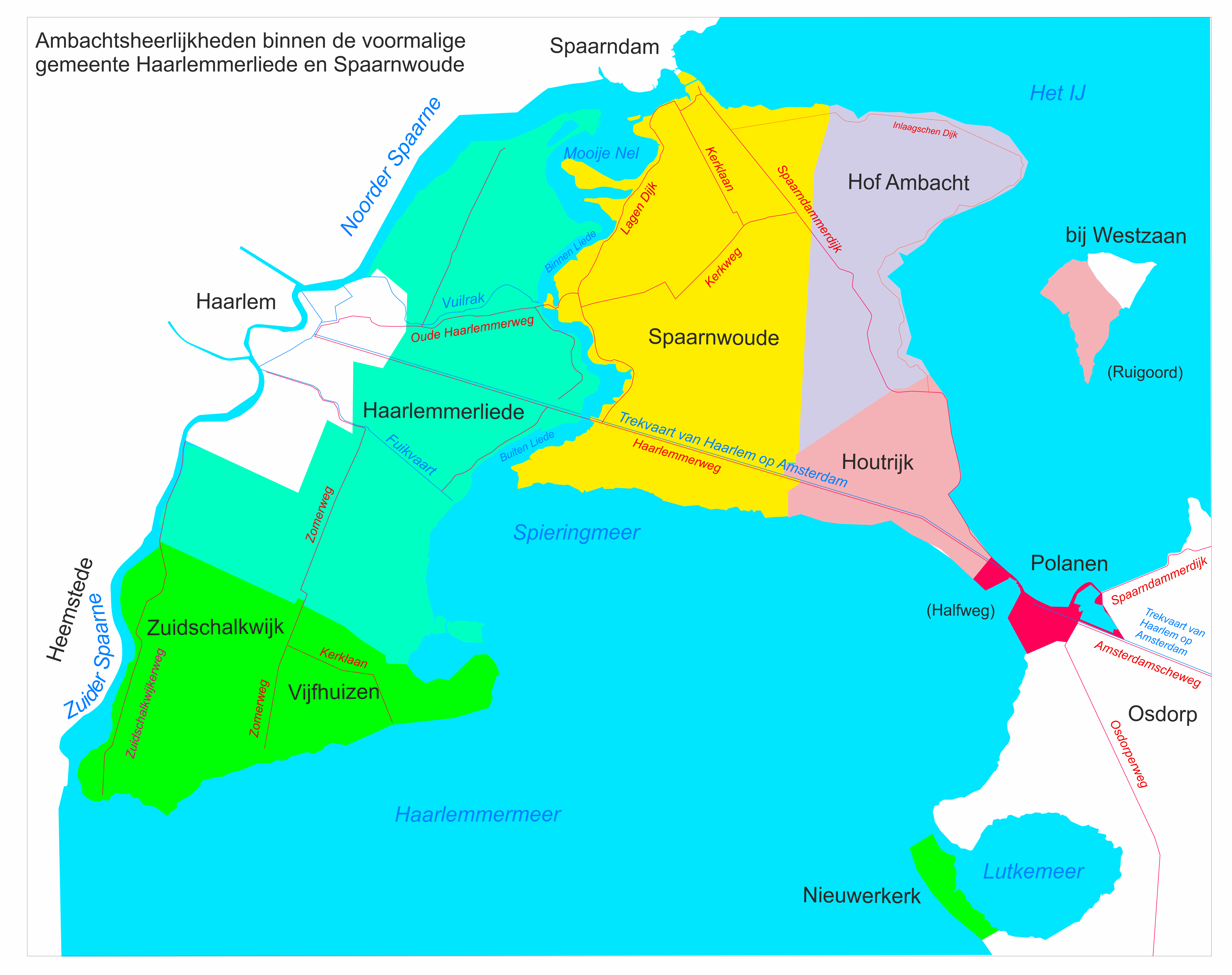

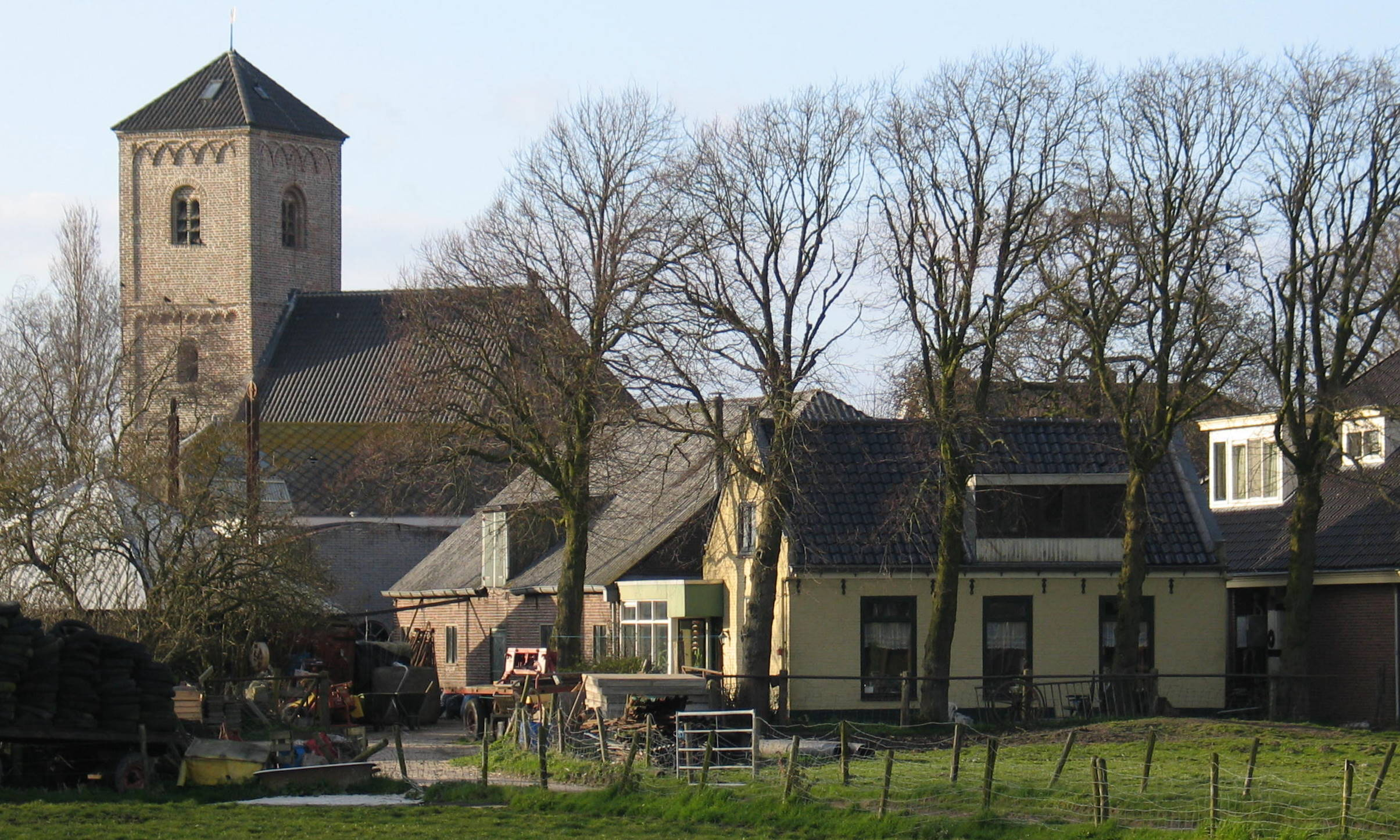
Het dorp Spaarnwoude vanuit het oosten met de Stompe Toren.

Een markant herkenningspunt van Spaarnwoude is het kerkje met "de Stompe Toren". De toren dateert uit de 13e eeuw. Tijdens het beleg van Haarlem, in 1573, werd het dorp door de Spanjaarden in brand gestoken, de toren bleef hierbij behouden. In 1764 is het huidige kerkje tegen de toren aangebouwd. In de muur bevinden zich twee stenen die de vaam aangeven van de Sparrewouwer reus.
Het dorp bestaat uit verspreide bebouwing, er staan huizen rondom de kerk, maar ook langs de Kerkweg, de Spaarndammerdijk, de Lage Dijk en de Liede.